# Tell Me a Story
Tell Me a Story è una serie televisiva antologica statunitense ideata da Kevin Williamson e basata sulla serie messicana Érase una vez. La serie, in ogni stagione, intreccia le fiabe classiche in un racconto epico e sovversivo di amore, perdita, avidità, vendetta e omicidio.
La prima stagione è stata distribuita su CBS All Access dal 31 ottobre 2018. Nel maggio 2020 la serie è stata cancellata.

## Trama
La serie prende le fiabe più amate del mondo e le reimmagina come un thriller psicologico oscuro e contorto.

### Prima stagione
Ambientato nella moderna città di New York, la prima stagione intreccia I tre porcellini, Hänsel e Gretel e Cappuccetto Rosso.

### Seconda stagione
Ambientata questa volta a Nashville, Tennessee la seconda stagione intreccia La bella e la bestia, La bella addormentata e Cenerentola.

## Episodi
| Stagione         | Episodi | Pubblicazione USA | Prima TV Italia |
| ---------------- | ------- | ----------------- | --------------- |
| Prima stagione   | 10      | 2018-2019         | 2021            |
| Seconda stagione | 10      | 2019-2020         | 2022            |

## Personaggi e interpreti

### Prima stagione

#### Principali
- Jordan Evans, interpretato da James Wolk, doppiato da David Chevalier.
Ristoratore a New York che si prefigge di vendicarsi contro gli uomini responsabili della morte della sua fidanzata.
- Joshua "Nick" Sullivan, interpretato da Billy Magnussen, doppiato da Flavio Aquilone.
Insegnante di liceo che inizia una relazione con uno dei suoi studenti.
- Hannah Perez, interpretata da Dania Ramirez, doppiata da Chiara Gioncardi.
Veterana che ritorna nella sua città natale di New York e ha problemi con sua madre e il suo patrigno.
- Kayla Powell, interpretata da Danielle Campbell, doppiata da Lucrezia Marricchi.
Studentessa all'ultimo anno di liceo ancora in lutto per la morte di sua madre che recentemente si è trasferita a New York con suo padre.
- Sam Reynolds, interpretato da Dorian Crossmond Missick, doppiato da Carlo Petruccetti.
Detective della polizia di New York che segretamente guida un gruppo di criminali.
- Tim Powell, interpretato da Sam Jaeger, doppiato da Alessandro Quarta.
Padre vedovo che si trasferisce a New York con sua figlia Kayla dopo la morte di sua moglie.
- Gabe Perez, interpretato da Davi Santos, doppiato da Mirko Cannella.
Fratello di Hannah che accidentalmente si trova coinvolto in un omicidio e ha una dipendenza da droghe.
- Mitch Longo, interpretato da Michael Raymond-James, doppiato da Simone D'Andrea.
Operaio che lotta per provvedere a sua moglie e occasionalmente porta a termine crimini con suo fratello Eddie.
- Renee Garcia, interpretata da Zabryna Guevara.
Detective della polizia di New York.
- Eddie Longo, interpretato da Paul Wesley, doppiato da Stefano Crescentini.
Barista, spacciatore di droga di basso livello e fratello di Mitch che opera come ladro per pagare i suoi debiti.
- Colleen Powell, interpretata da Kim Cattrall, doppiata da Claudia Razzi.
Ex ballerina di fila e madre di Tim.

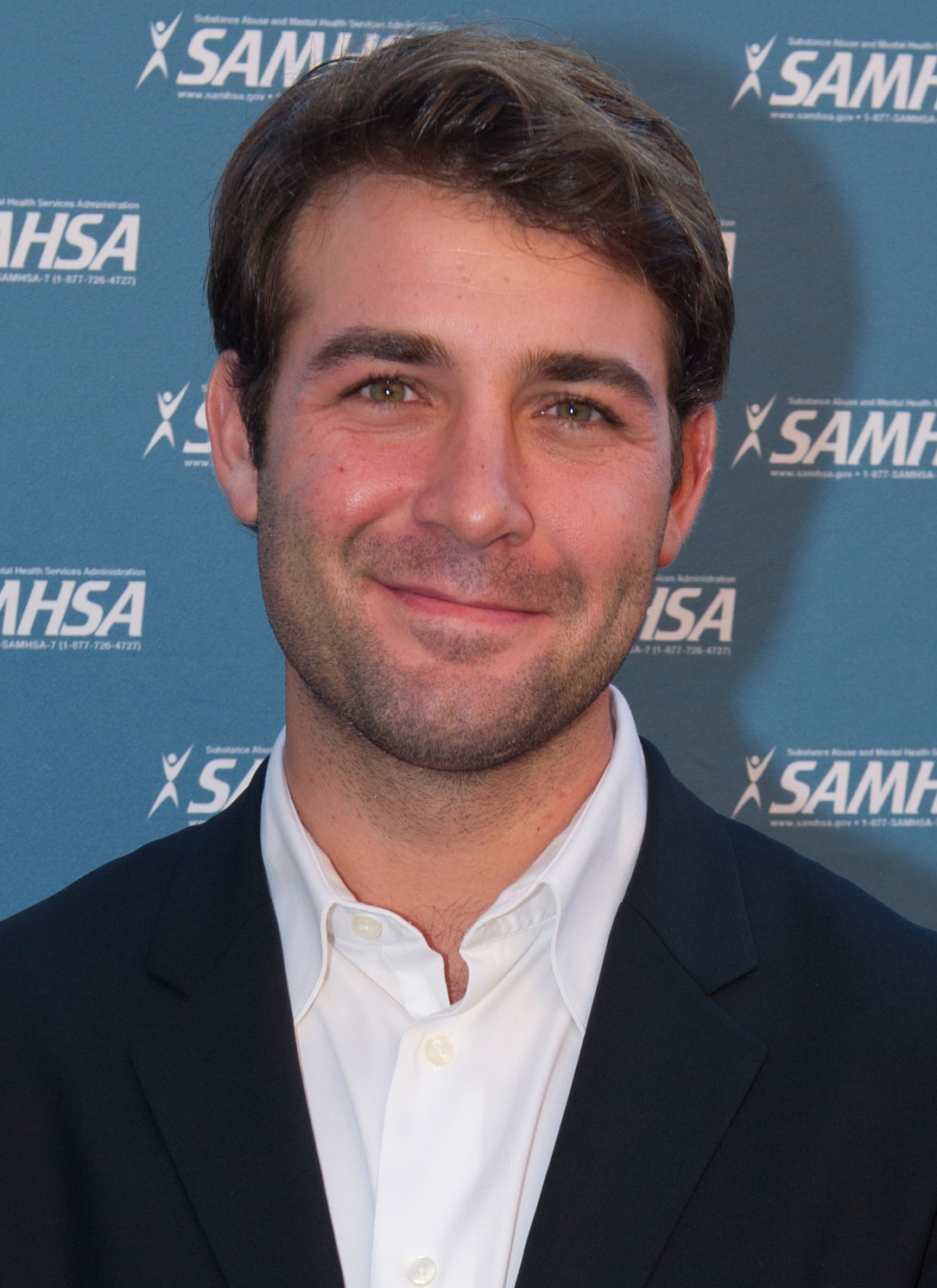
James Wolk
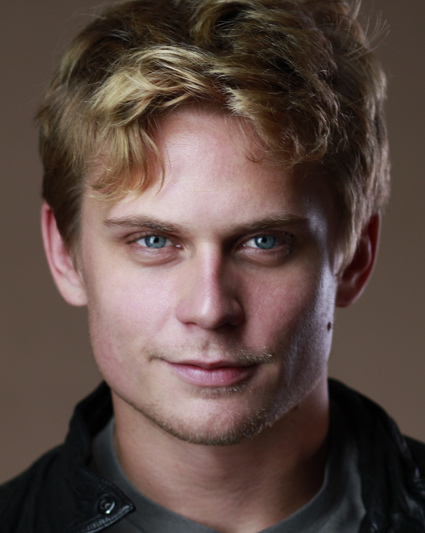
Billy Magnussen
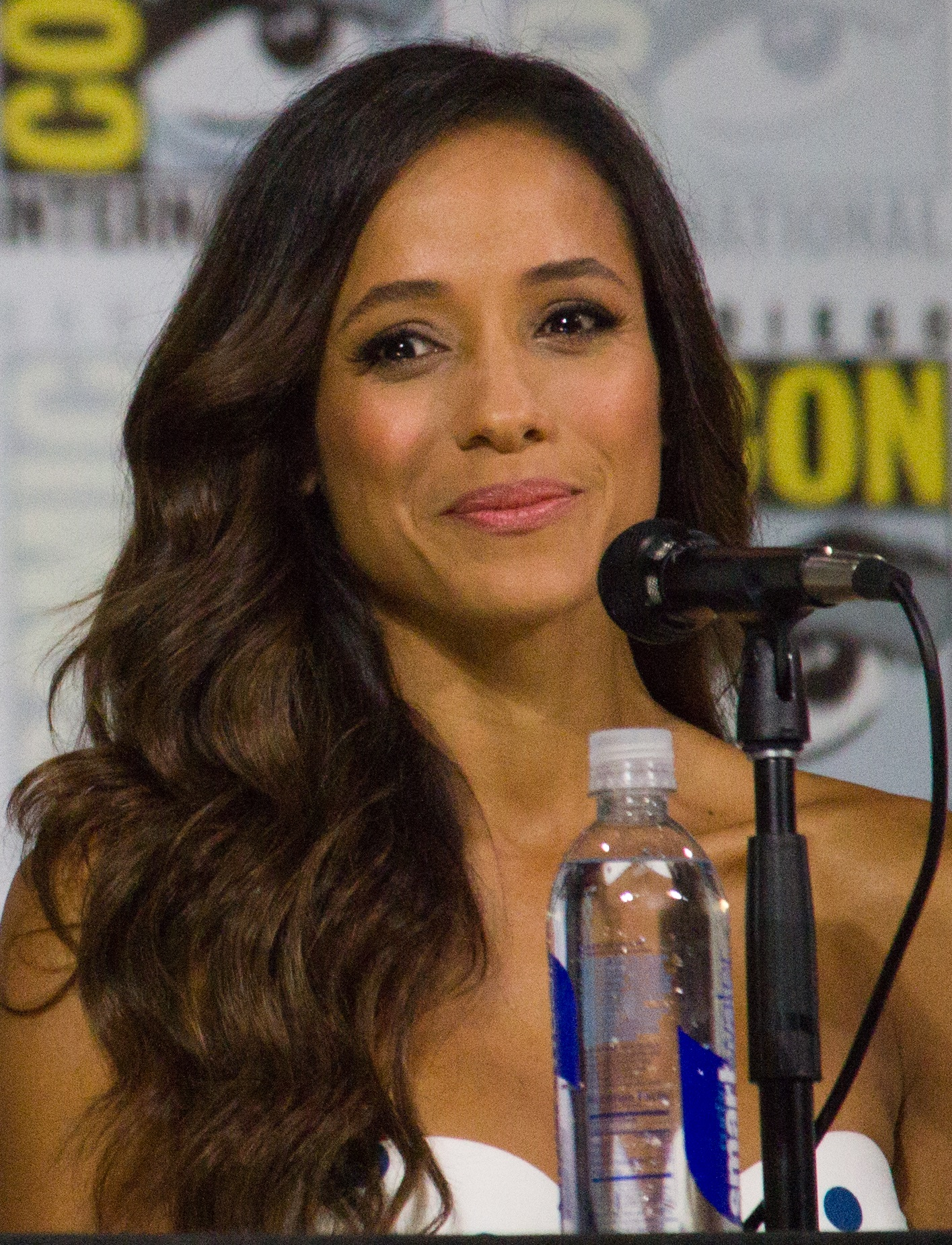
Dania Ramírez
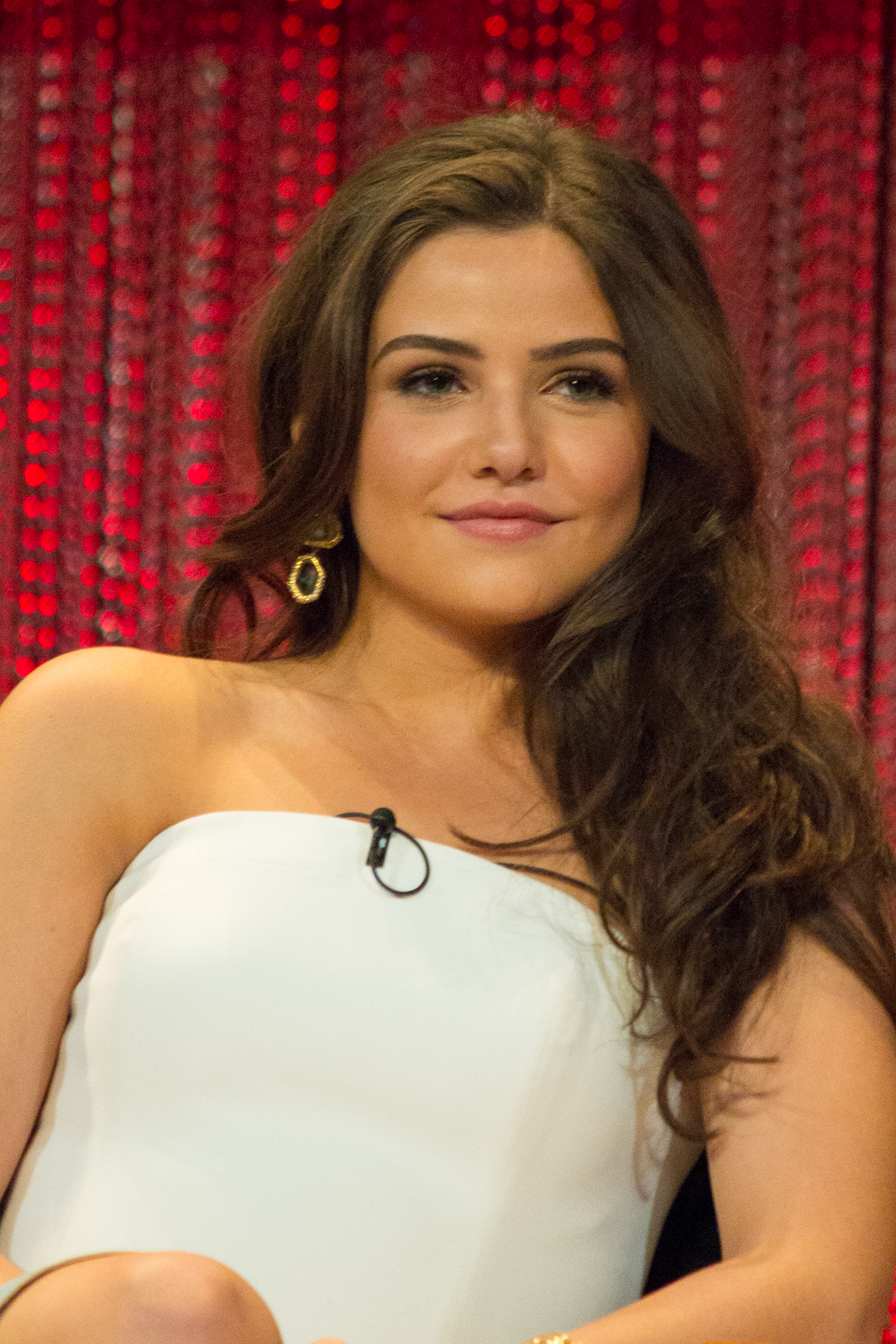
Danielle Campbell
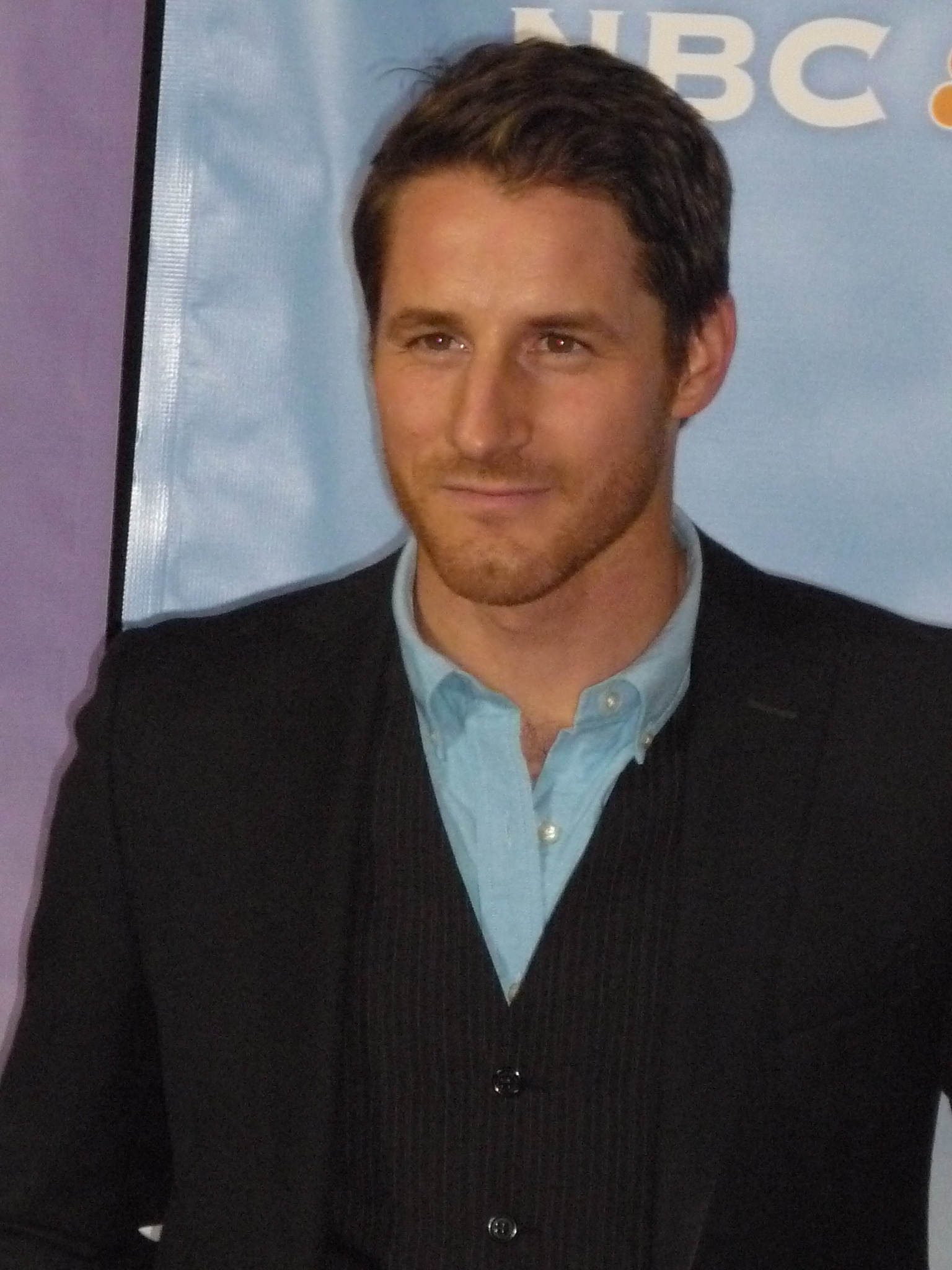
Sam Jaeger
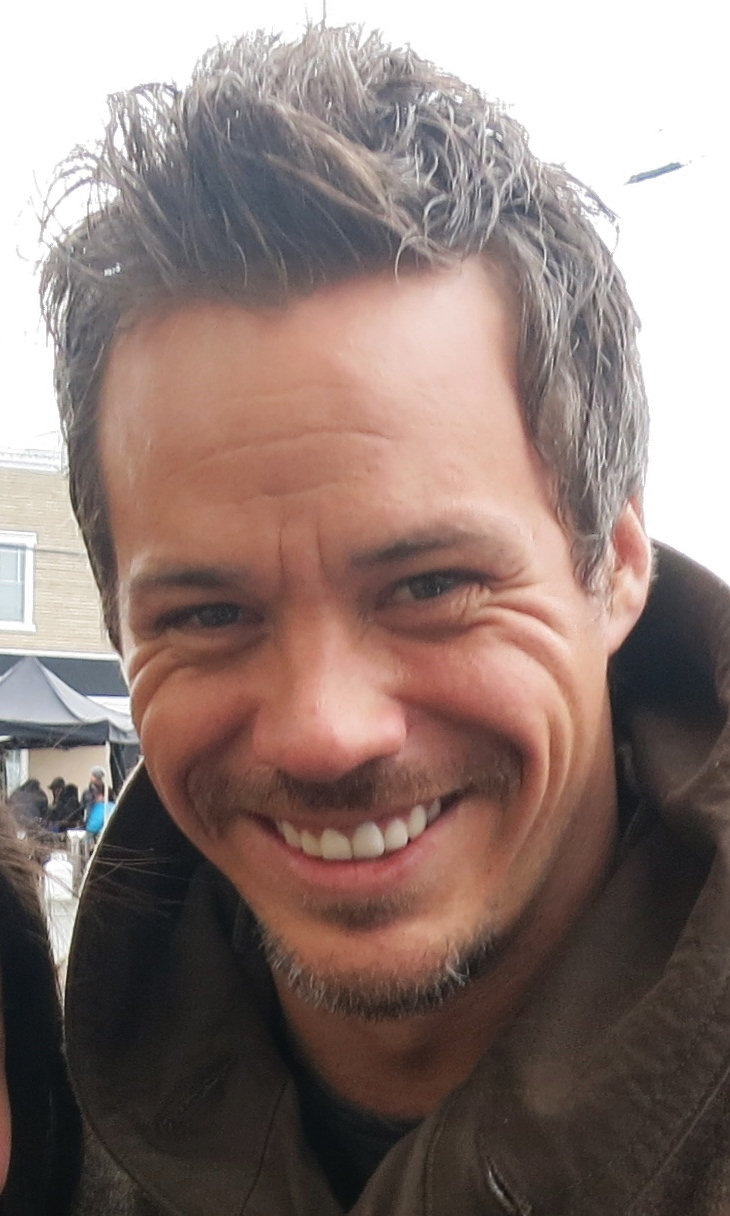
Michael Raymond James
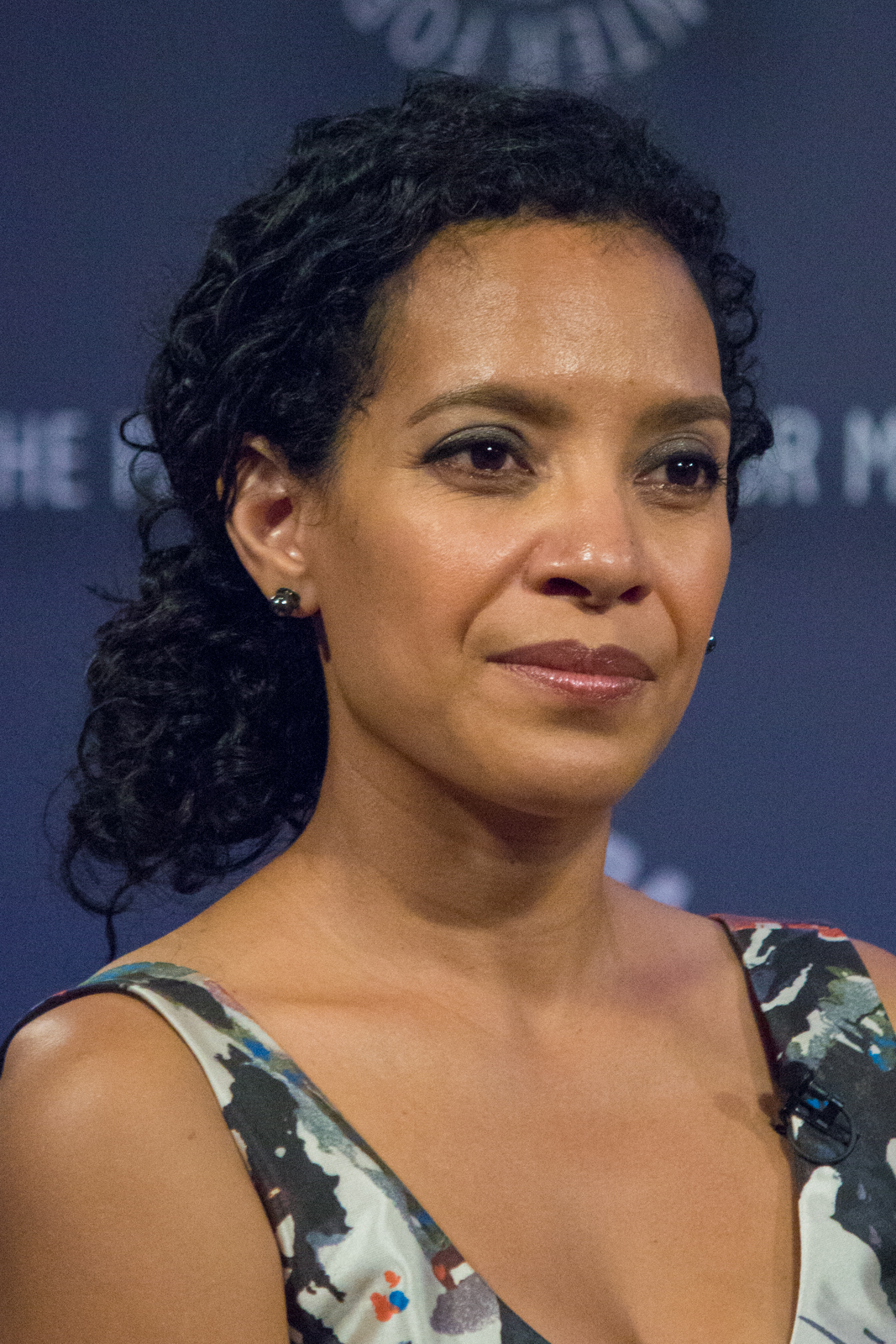
Zabryna Guevara
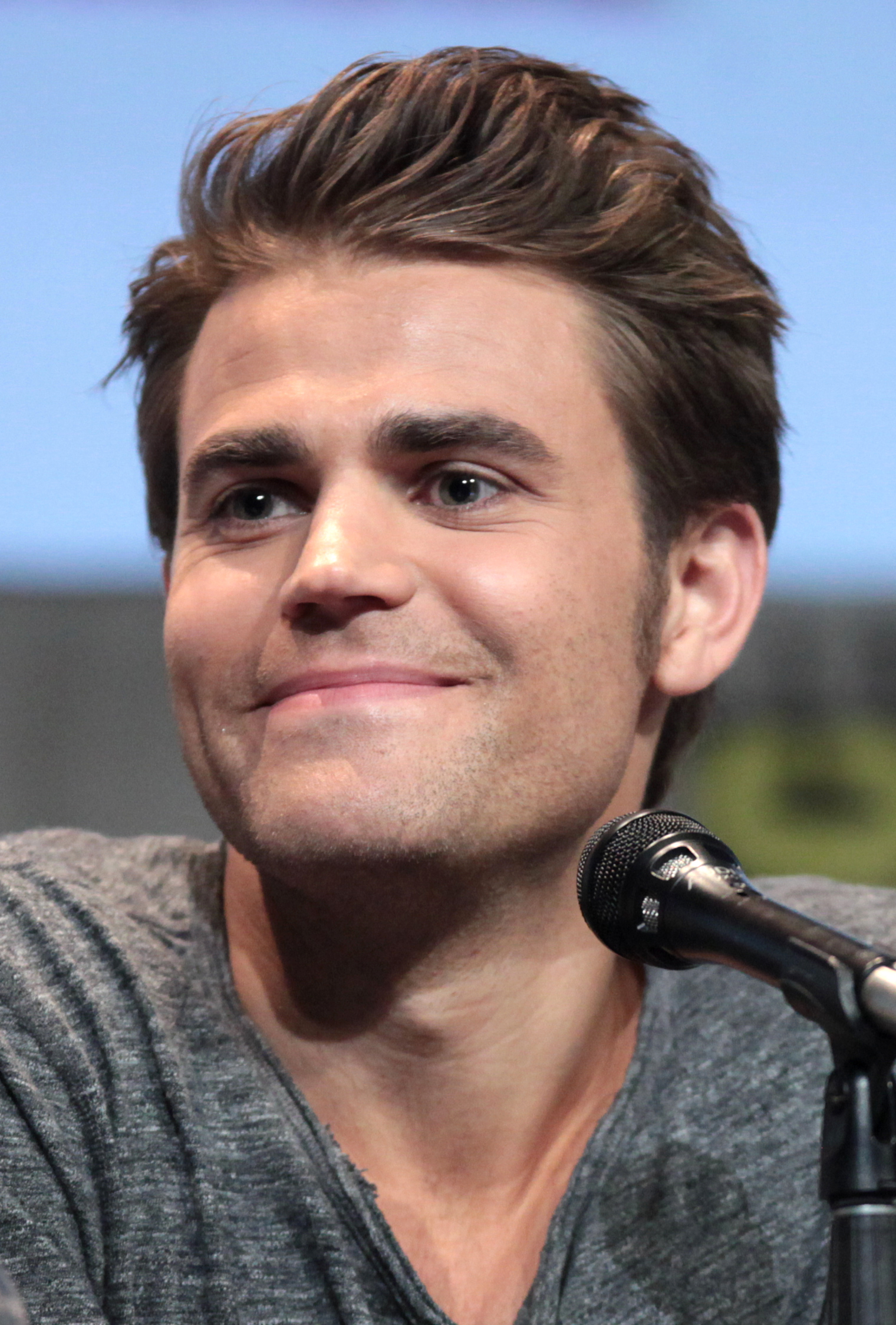
Paul Wesley
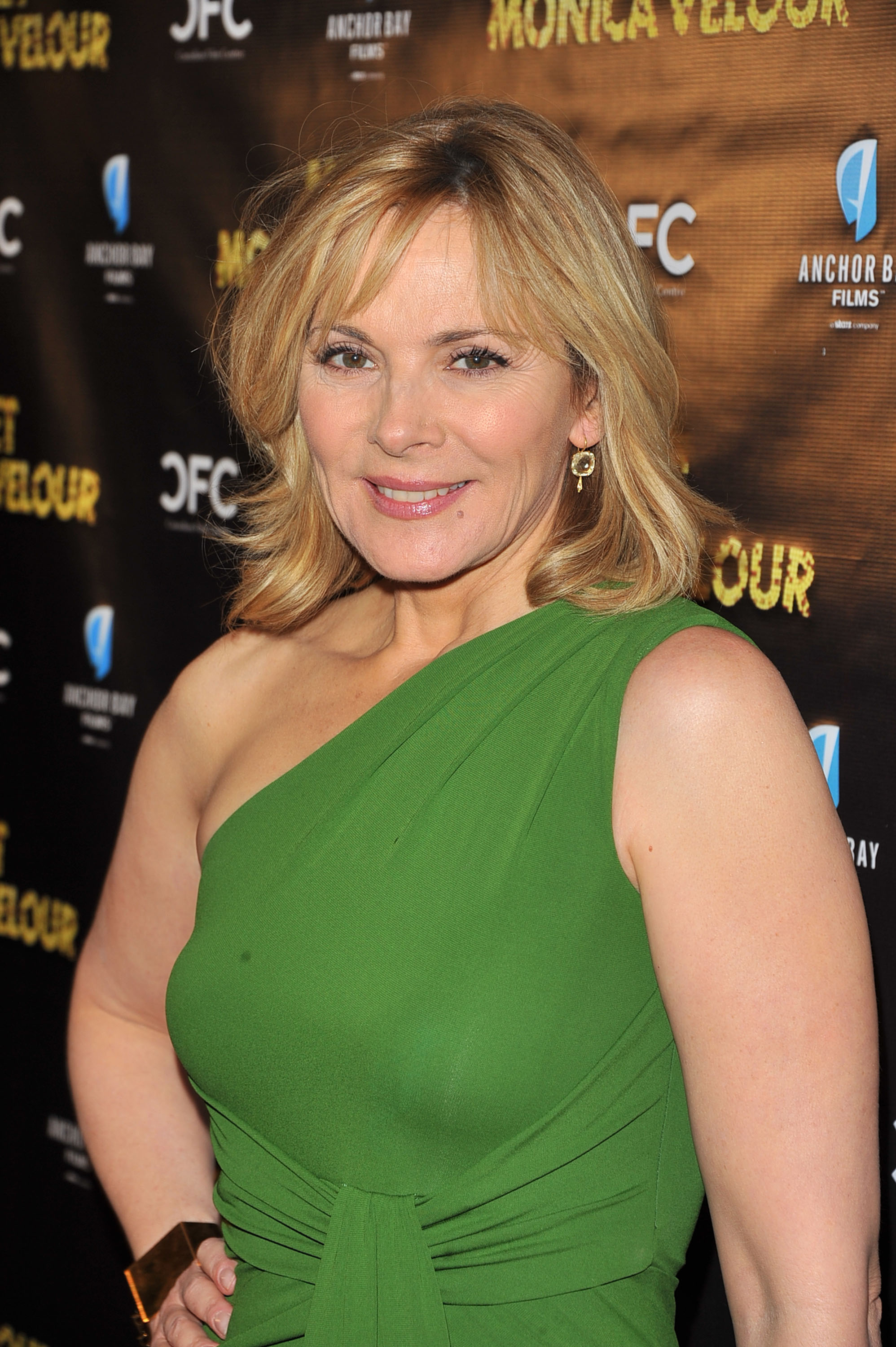
Kim Cattrall

#### Ricorrenti
- Katrina Thorne, interpretata da Becki Newton.
Direttrice dell'hotel dove lavora Tim e in seguito sua fidanzata.
- Terry, interpretato da Kurt Yaeger.
Veterano e amico di Hannah disabile, ma ancora in grado di sparare a lungo raggio. Si è unito nelle forze con Hannah contro le persone che l'hanno minacciata.
- Beth, interpretata da Spencer Grammer, doppiata da Antilena Nicolizas.
Fidanzata di Jordan uccisa, in seguito lo guida nella sua missione come frutto della sua immaginazione.
- Ethan Davies, interpretato da Rarmian Newton, doppiato da Alex Polidori.
Compagno di classe di Kayla che diventa ossessionato da lei e sembra avere segni di disturbi mentali.
- Glenn Olsen, interpretato da James Martinez, doppiato da Alessio Cigliano.
Poliziotto corrotto che lavora per Sam.
- Laney Reed, interpretata da Paulina Singer, doppiata da Sara Labidi.
Compagna di classe di Kayla che velocemente ne diventa amica e condivide con lei i suoi segreti.
- Billy, interpretato da Luke Guldan, doppiato da Manuel Meli.
Amico di Gabe e suo compagno di stanza che lavora come spogliarellista e uccide accidentalmente un uomo potente.
- Carla, interpretata da Justine Cotsonas.
Fidanzata di Eddie con cui lui vuole fuggire.
- Rita, interpretata da Jennifer Ikeda.
Lavora con Jordan per scoprire chi ha ucciso Beth.
- Detective Herrera, interpretato da Elliot Villar.
Uno dei due poliziotti che investiga sull'omicidio di Beth.
- Blake, interpretato da Dan Amboyer.
Spogliarellista che lavora insieme a Billy e Gabe.
- Vicki, interpretata da Claire Saunders.
Amica di Kayla.

### Seconda stagione

#### Principali
- Tucker Reed, interpretato da Paul Wesley, doppiato da Ruggero Andreozzi.
Aspirante scrittore che lotta con un oscuro segreto.
- Madelyn "Maddie" Pruitt, interpretata da Odette Annable, doppiata da Valentina Mari.
- Olivia Moon, interpretata da Danielle Campbell, doppiata da Lavinia Paladino.
Ragazza che si trasferisce a Nashville per migliorare la sua carriera.
- Jackson Pruitt, interpretato da Matt Lauria, doppiato da Marco Baroni.
Pecora nera di una famiglia che lotta con i suoi demoni e il suo desiderio di essere un uomo migliore.
- Beau Morris, interpretato da Eka Darville, doppiato da Manuel Meli.
Agente di polizia.
- Ashley Rose Pruitt, interpretata da Natalie Alyn Lind, doppiata da Joy Saltarelli.
Stella nascente della musica country sopravvissuta ad un brutale attacco, in seguito si confina a casa sua.
- Simone Garland, interpretata da Ashley Madekwe, doppiata da Guandalina Ward.
Giovane donna misteriosa costretta a venire faccia a faccia con la vita che ha lasciato.
- Rebecca Pruitt, interpretata da Carrie-Anne Moss, doppiata da Emanuela Rossi.
Madre single di Ashley che affronta problemi di relazioni con i suoi figli.

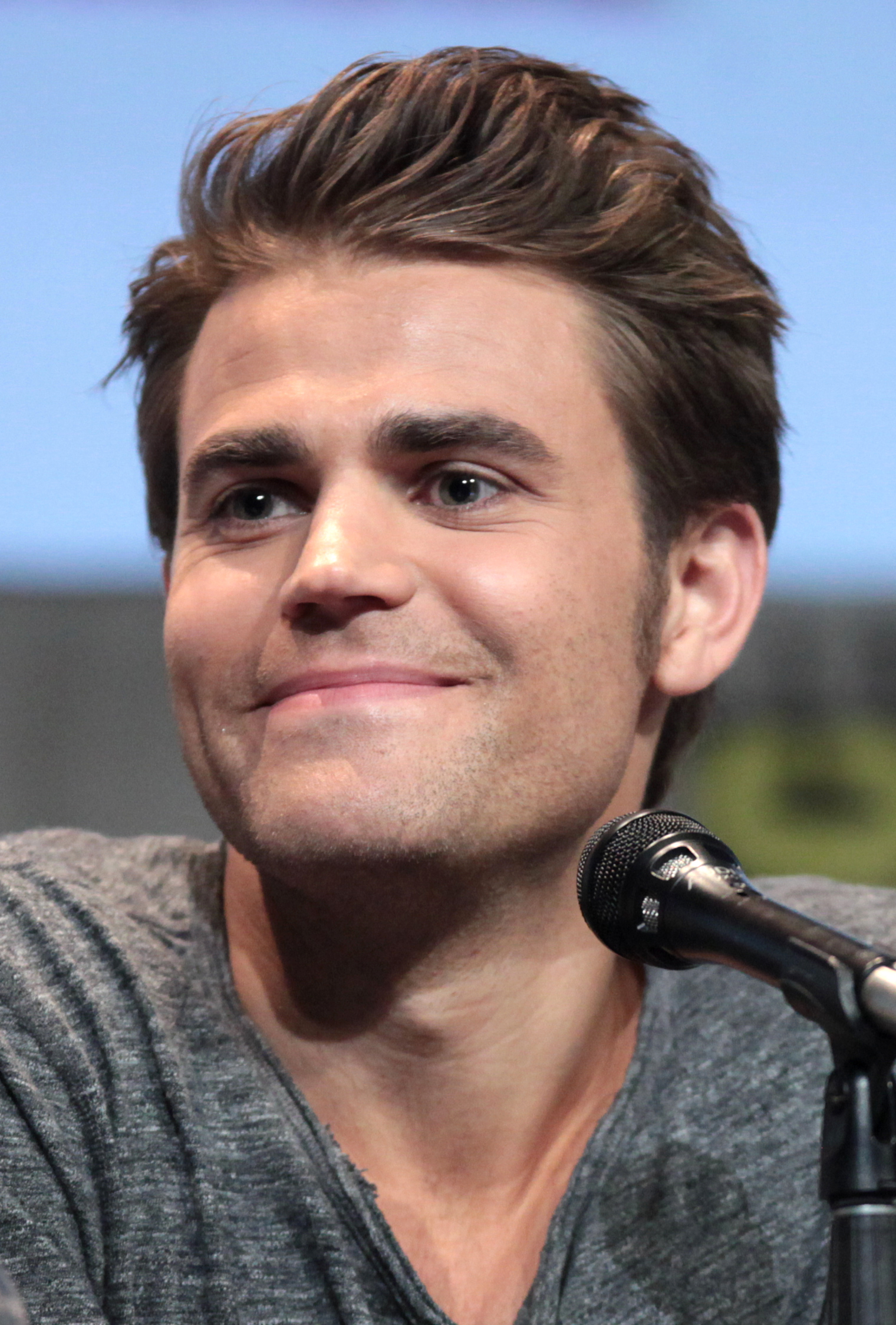
Paul Wesley
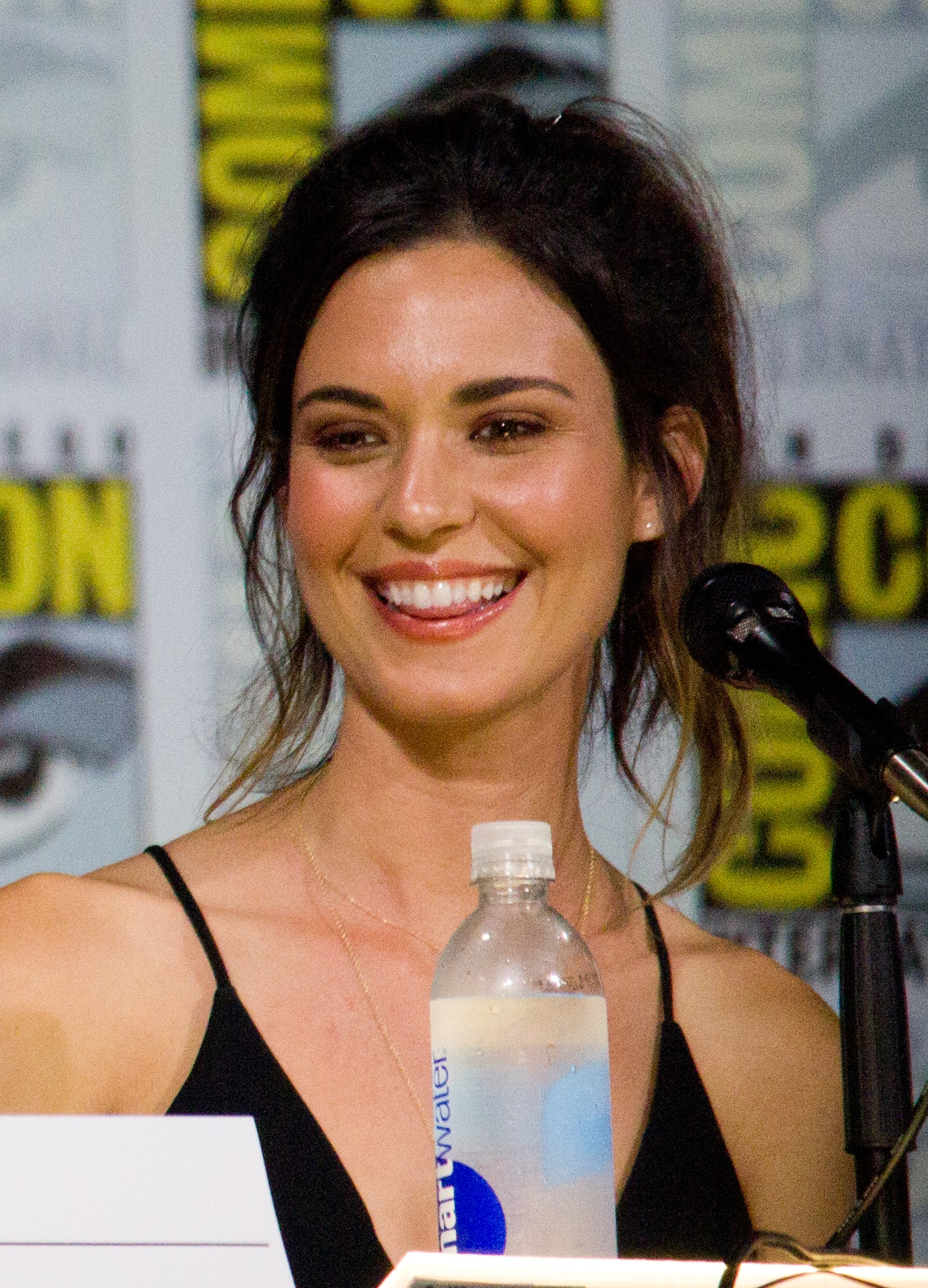
Odette Annable
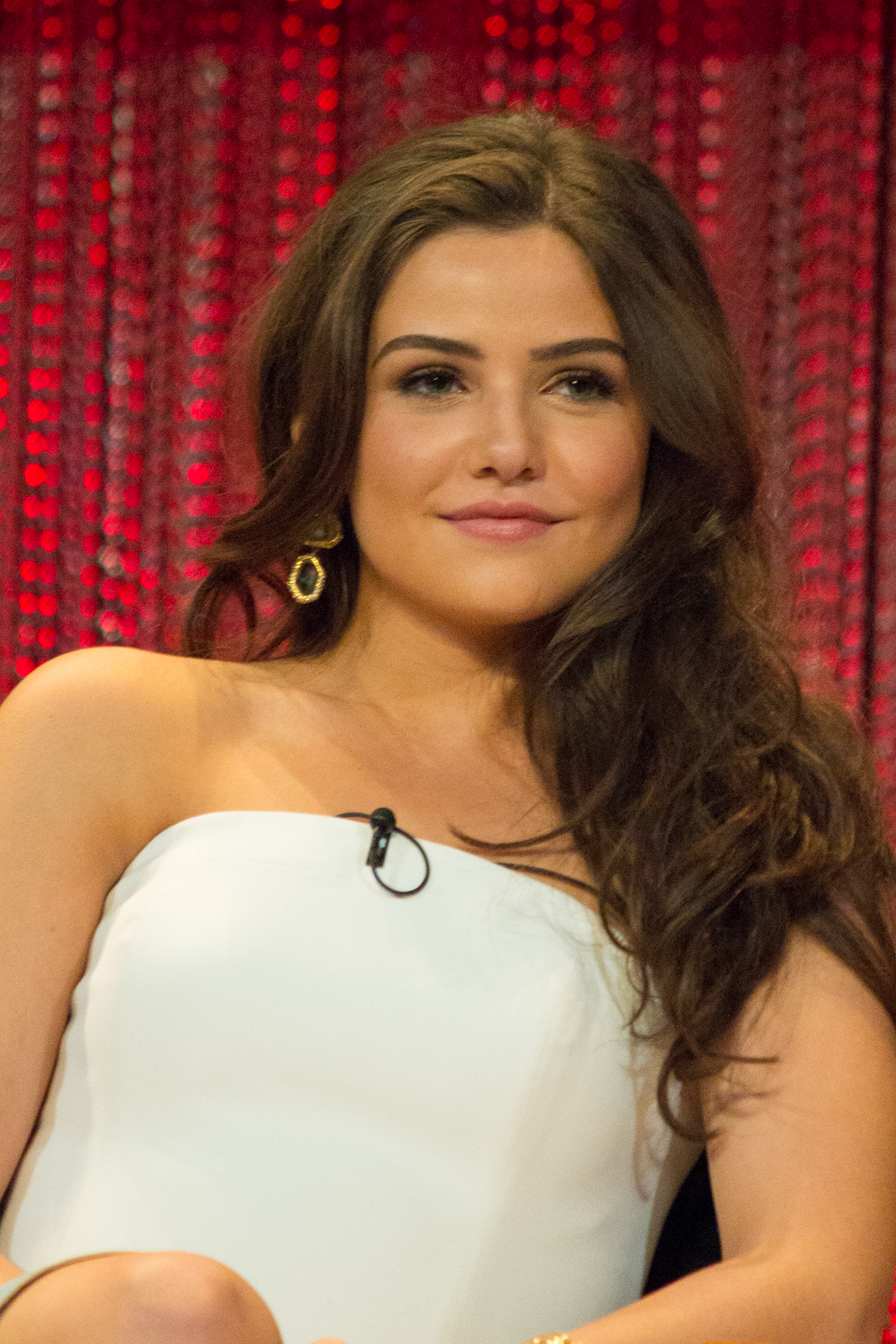
Danielle Campbell
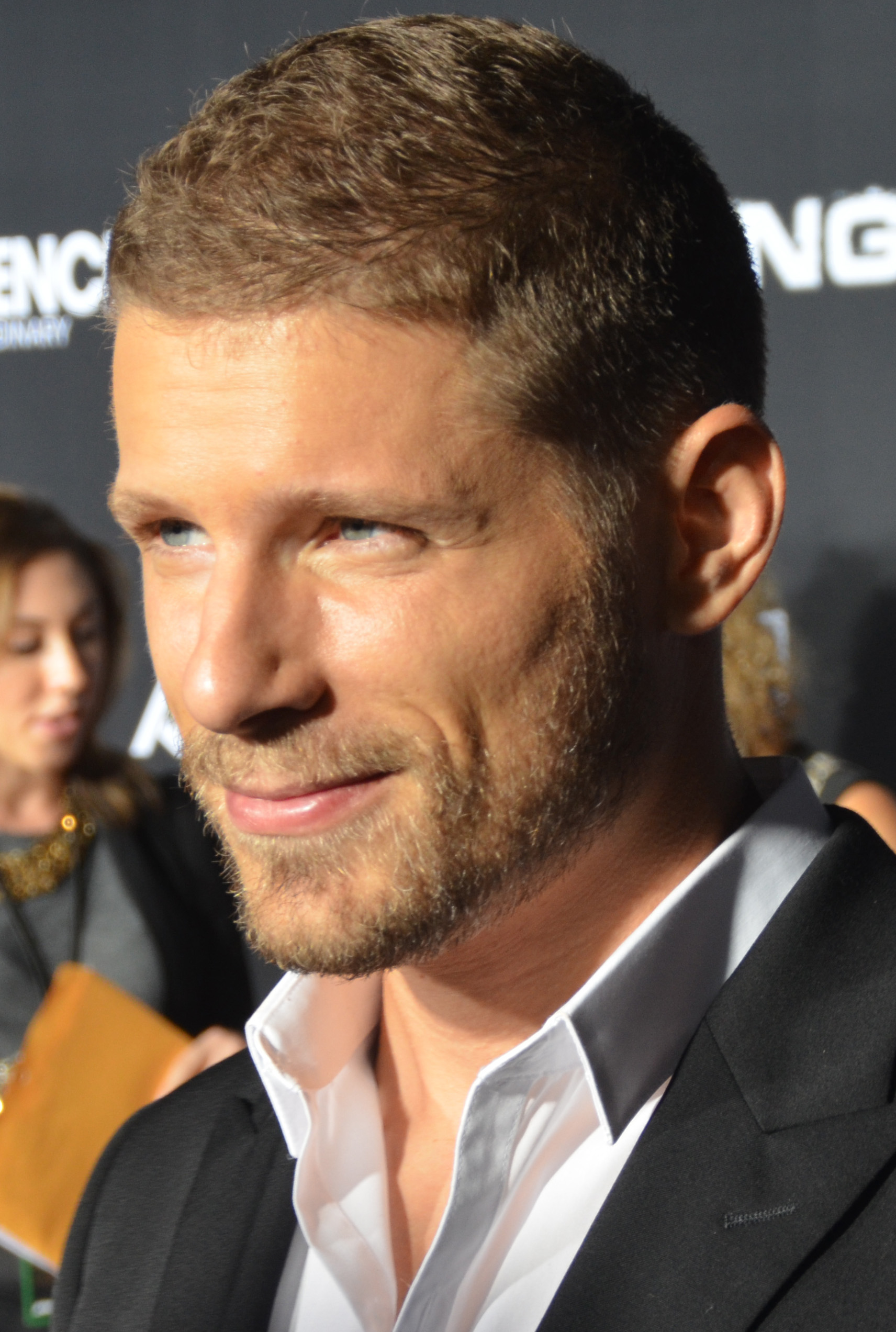
Matt Lauria
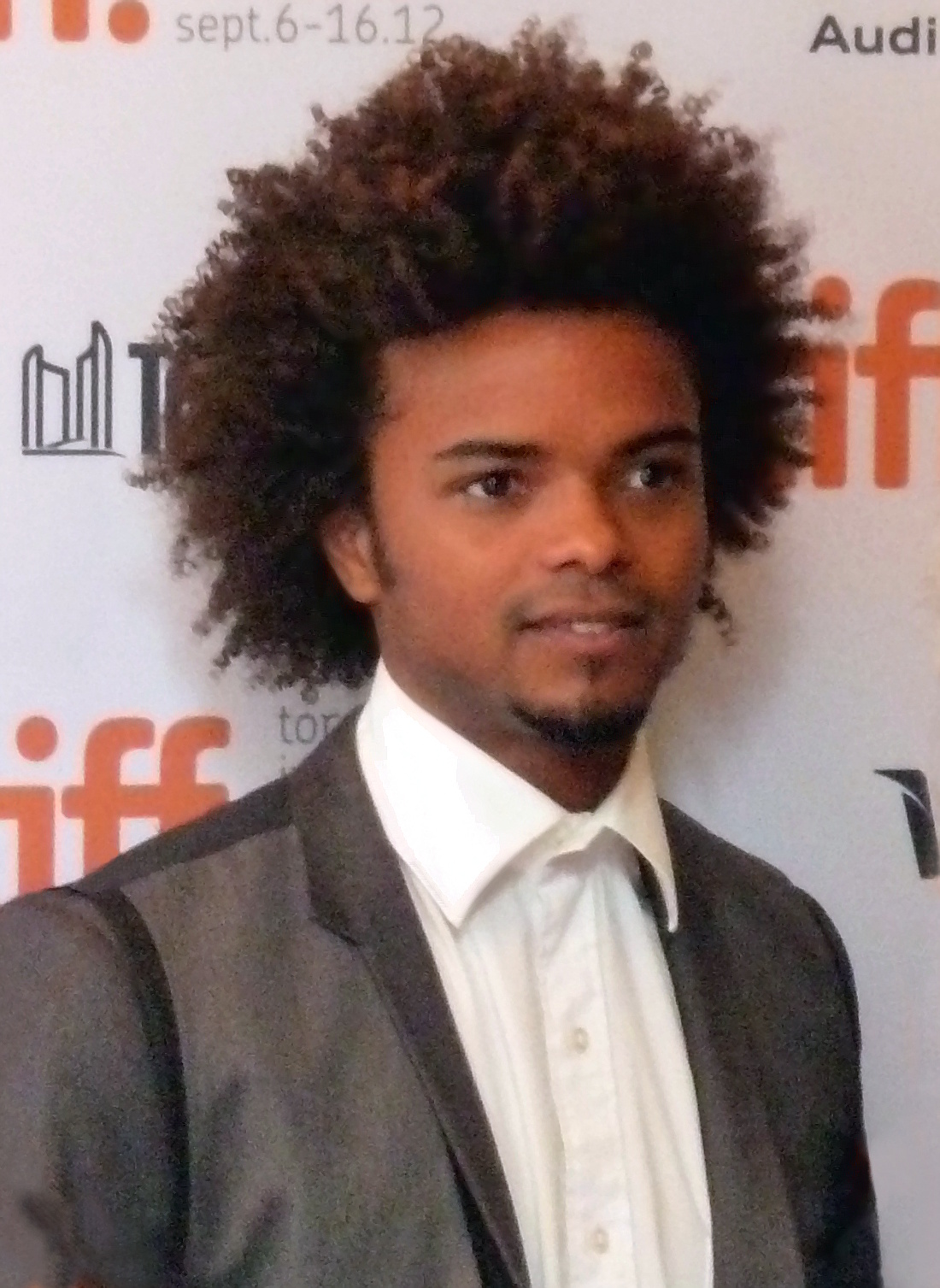
Eka Darville
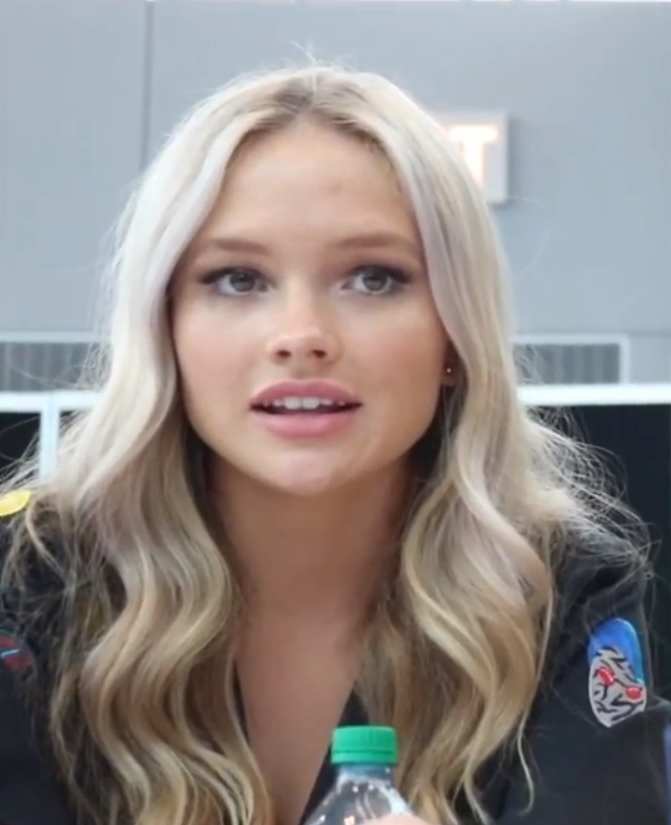
Natalie Alyn Lind
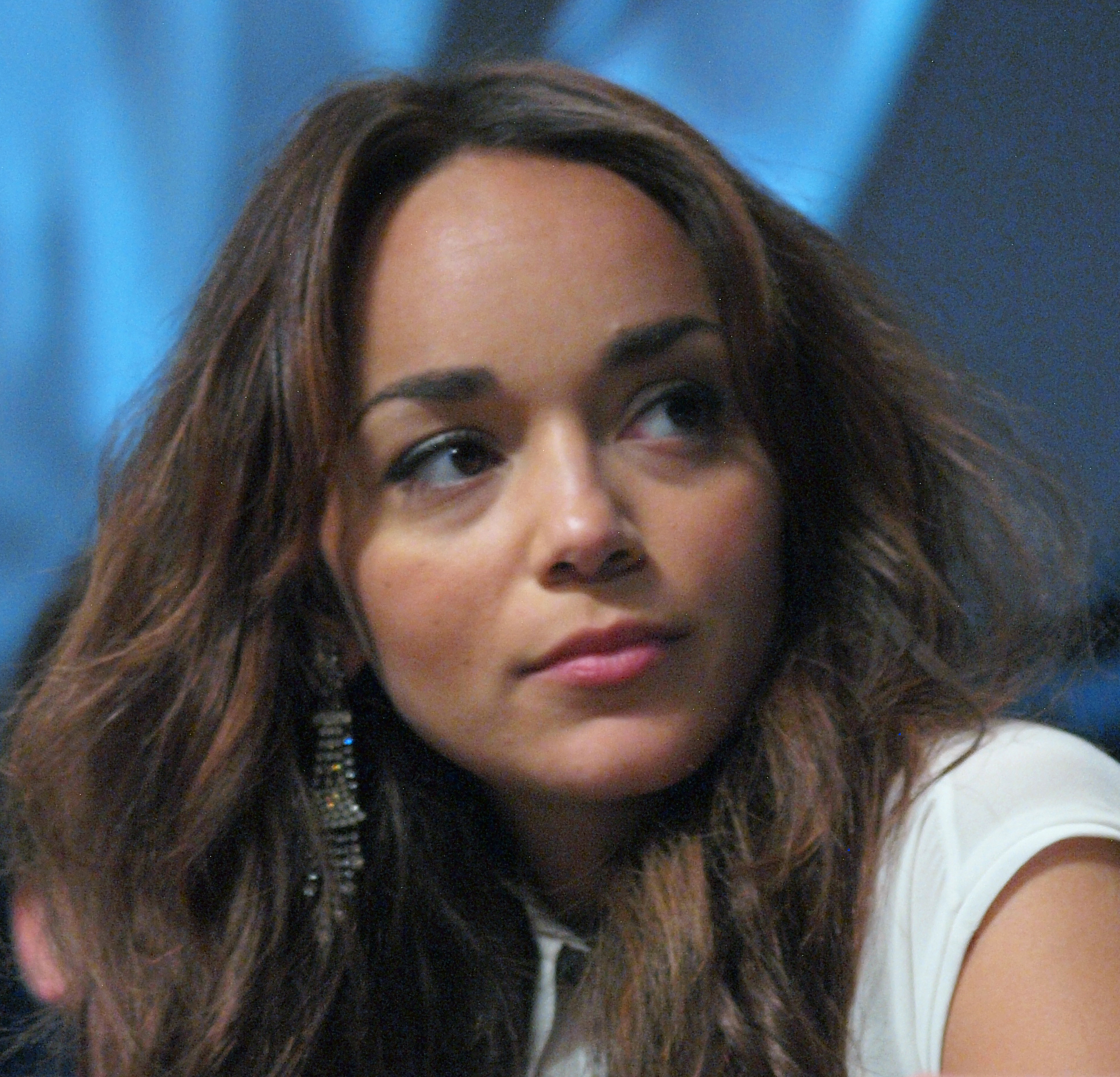
Ashley Madekwe
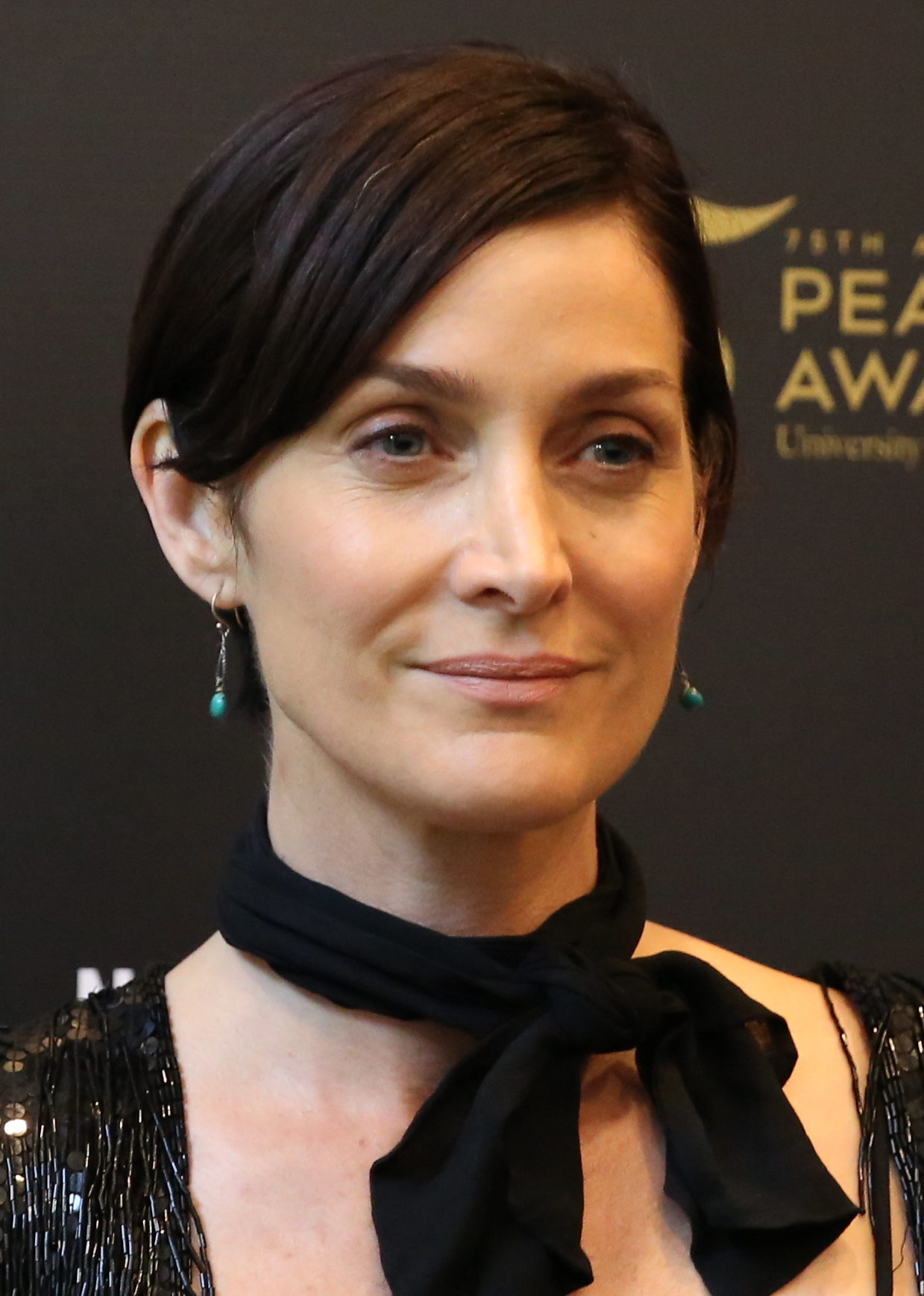
Carrie-Anne Moss

## Produzione

### Sviluppo
Il 30 novembre 2017, CBS All Access ordina una prima stagione completa di Tell Me a Story, basata sulla serie televisiva messicana Érase una vez. Il 9 maggio 2018, venne annunciato che Liz Friedlander avrebbe diretto i primi due episodi.
Il 17 dicembre 2018, la serie viene rinnovata per una seconda stagione. L'11 maggio 2020 la serie è stata cancellata dopo due stagioni.

### Casting
Nel maggio del 2018 entrarono nel cast Billy Magnussen e Kim Cattrall, seguiti il mese successivo, da Danielle Campbell, Paul Wesley, James Wolk, Dania Ramírez e Sam Jaeger. Nel mese di luglio, invece, si unirono anche Davi Santos, Zabryna Guevara e Dorian Missick.

### Riprese
Le riprese della prima stagione sono cominciate il 28 giugno 2018 a New York.

## Promozione
Il 5 agosto 2018 è stato pubblicato uno "sneak peek" trailer della serie. Il 5 ottobre 2018, invece è stato pubblicato il trailer ufficiale della serie.

## Distribuzione

### Anteprima
Il 23 ottobre 2018, la serie è stata presentata in anteprima al Metrograph Theater a New York, in cui erano presenti anche l'ideatore Kevin Williamson, la produttrice esecutiva Dana Honor e gli attori della serie Becki Newton, Danielle Campbell, Dania Ramírez e James Wolk.
Il 5 agosto 2018 durante la Television Critics Association è stato annunciato che la serie avrebbe debuttato su CBS All Access dal 31 ottobre 2018.
In Italia è stata trasmessa su Sky Serie dal 31 ottobre 2021 al 9 febbraio 2022.

## Accoglienza
La serie è stata accolta in maniera mista dalla critica. Sull'aggregatore di recensioni Rotten Tomatoes ha un indice di gradimento del 54% con un voto medio di 5,31 su 10, basato su 13 recensioni. Il commento consensuale del sito recita: "Nonostante un cast seducente e una premessa promettente, la trama sconvolgente di Tell Me a Story, basata sulle favole dei fratelli Grimm, non riesce a incantare". Su Metacritic, invece ha un punteggio di 43 su 100, basato su 6 recensioni, che indicano "recensioni miste o contrastanti".